# Lunax
Lunax è un comune francese di 61 abitanti situato nel dipartimento dell'Alta Garonna nella regione dell'Occitania.
Il territorio comunale è bagnato dalle acque del fiume Gimone.

## Società

### Evoluzione demografica
Abitanti censiti